# Ghiacciaio Patleyna
Il ghiacciaio Patleyna (in inglese: Patleyna Glacier) è un ghiacciaio lungo 5,5 km e largo 2,5, situato sulla costa di Zumberge, nella parte occidentale della Terra di Ellsworth, in Antartide. In particolare, il ghiacciaio, il cui punto più alto si trova a circa oltre 2.000 m s.l.m., è situato sul versante orientale della parte centro-settentrionale della dorsale Sentinella, nelle montagne di Ellsworth, a nord del corso superiore del ghiacciaio Ellen. Da qui esso fluisce in direzione nord-nord-ovest scorrendo lungo il versante orientale del monte Todd e lungo quello settentrionale della sella Chepino, fino ad unire il proprio flusso a quello del ghiacciaio Embree, a sud-est del monte Goldthwait e a ovest del picco Oreshak.

## Storia
Il ghiacciaio Patleyna è stato così battezzato dalla Commissione bulgara per i toponimi antartici in onore della riserva naturale di Patleyna, nella Bulgaria nord-orientale.